# Foro Argentino contra el Antisemitismo
El Foro Argentino contra el Antisemitismo (FACA) es una organización no gubernamental que nació el 7 de noviembre de 2023, a un mes de la masacre de Hamás en Israel, para luchar contra el antisemitismo y defender el derecho de Israel a existir.
Está conformado por más de 100 integrantes, entre periodistas, filósofos, escritores, políticos, personalidades de la cultura y referentes de la sociedad civil de diferentes ideologías y credos. Entre los miembros están Laura Alonso, Federico Andahazi, Osvaldo Bazán, Daniel Burman, Diana Cohen Agrest, Federico D’Elía, José Luis Espert, Eduardo Feinmann, Mariel Fitz Patrick, Ignacio Goano, Willy Kohan, Santiago Kovadloff, Jorge Lanata, Alfredo Leuco, Fanny Mandelbaum, Romina Manguel, Pablo Maurette, Pablo Novak, Luis Novaresio, David Rotemberg, Alejo Schapire, Diana Sperling, Margarita Stolbizer, Jonatan Viale y Miguel Wiñazki.
El Comité Organizador está conformado por Sabrina Ajmechet, Facundo Landívar, Nicolás Lucca, Romina Markdorf, Alejandro Mellincovsky, Diego Papic, Valeria Shapira, Víctor Tevah y Elisa Trotta Gamus.
Según ellos, “el FACA nació de la preocupación que sentimos a partir del 7 de octubre de 2023, después de la peor matanza de judíos desde el Holocausto. Todo cambió ese día, no solo para Israel o para los judíos que viven en diferentes países del mundo, sino también para todos los ciudadanos que creemos en los valores occidentales, defendemos la importancia de la vida de cada individuo, entendemos la libertad y la pluralidad como los valores con los que tenemos que organizarnos socialmente, y confiamos en la democracia como única forma política aceptable”.
Entre sus acciones, se destaca una campaña contra el antisemitismo en las obras de construcción del AMBA, en conjunto con distintos desarrolladores urbanos, una charla con los sobrevivientes de Hamás Clara Marman y Luis Har, una campaña contra el antisemitismo en el fútbol y una intervención urbana el Día de la Mujer para denunciar los abusos sexuales cometidos por los terroristas de Hamás el 7 de octubre.